# Euphorbia venenata
Euphorbia venenata es una especie de planta fanerógama de la familia de las euforbiáceas originaria de Sudáfrica.

## Descripción
Es un arbusto perennifolio con tallos suculentos que alcanza un tamaño de 1.2 - 2 m de altura. A una altitud de +/- 320 metros.

## Taxonomía
Euphorbia venenata fue descrita por Hermann Wilhelm Rudolf Marloth y publicado en South African Journal of Science 27: 337. 1930.
Etimología
Ver: Euphorbia
venenata: epíteto latino 